# Arum cyrenaicum
Arum cyrenaicum är en kallaväxtart som beskrevs av Johan Hruby. Arum cyrenaicum ingår i Munkhättesläktet och i familjen kallaväxter. Inga underarter finns listade.